# Lazzaretto

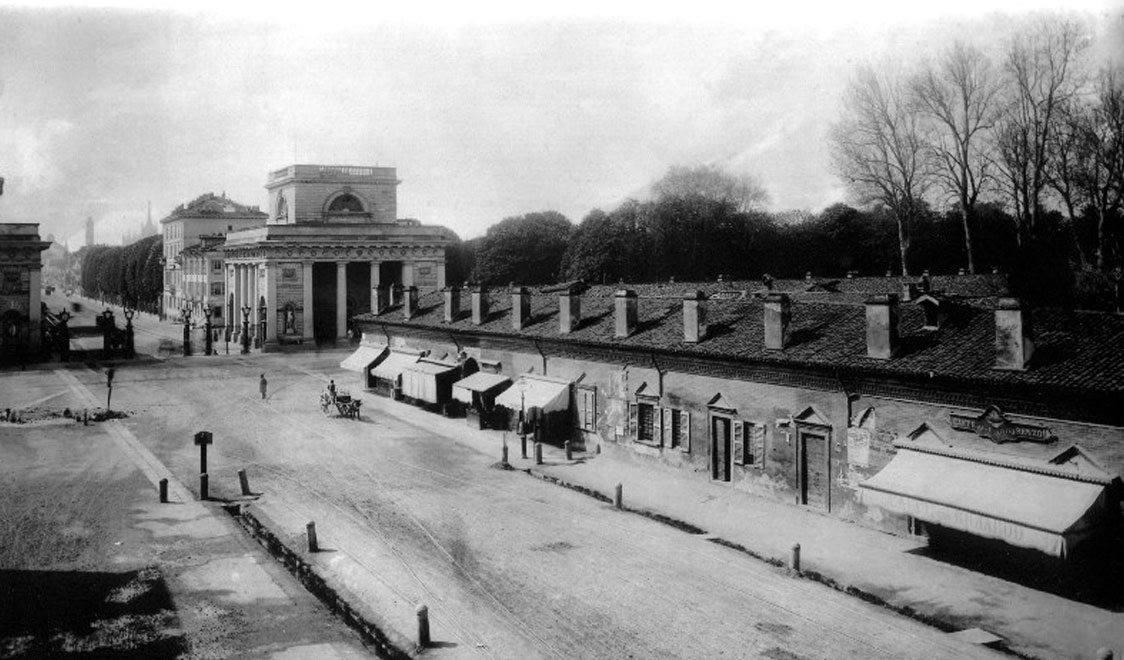
Fotografia del 1870 con il Lazzaretto di Milano ancora integro, che si trova sulla destra, Porta Venezia e il vialone che diventerà corso Buenos Aires

Il lazzaretto era un luogo di confinamento e d'isolamento per portatori di malattie contagiose, in particolar modo di lebbra e di peste. Nelle città di mare era anche un luogo chiuso in cui merci e persone provenienti da paesi di possibile contagio dovevano trascorrere un soggiorno di determinata durata, spesso di quaranta giorni, da cui il termine quarantena.
Sull'origine del nome "lazzaretto" ci sono due ipotesi: la prima viene ricondotta a quella del lebbroso Lazzaro - protagonista della parabola evangelica - venerato come protettore delle persone affette da lebbra, la seconda invece richiama il primo lazzaretto, quello di Santa Maria di Nazareth a Venezia, il cui appellativo, per successive distorsioni fonetiche, si è trasformato da Nazareth a nazaretto a lazzaretto. La loro fama deriva però dal fatto di essere stati così chiamati gli ospedali temporanei che venivano allestiti per evitare un'epidemia di peste.
Nel lazzaretto, che nelle città più grandi potevano essere anche più di uno, venivano tenuti in quarantena i malati. Durante epidemie con un alto tasso di mortalità, nei periodi di parossismo del contagio, essi si riempivano di ammalati che, con alta probabilità, morivano nel giro di pochi giorni. Le condizioni igieniche precarie dei lazzaretti a volte invece che arginare un contagio, lo favorivano, con il sovraffollamento, la promiscuità con il personale medico, che facilmente si ammalava a sua volta, e la mancanza di alcune condizioni igieniche che per ragioni di indigenza non potevano essere rispettate. Per esempio si sapeva bene che quando un malato appestato moriva si sarebbero dovute bruciare tutte le sue cose, come gli abiti e il giaciglio: ma in condizioni di estrema urgenza, come durante un'epidemia, era impossibile procurarsi anche solo la paglia fresca giornaliera dove far stendere i malati.

## In Italia

### Ancona

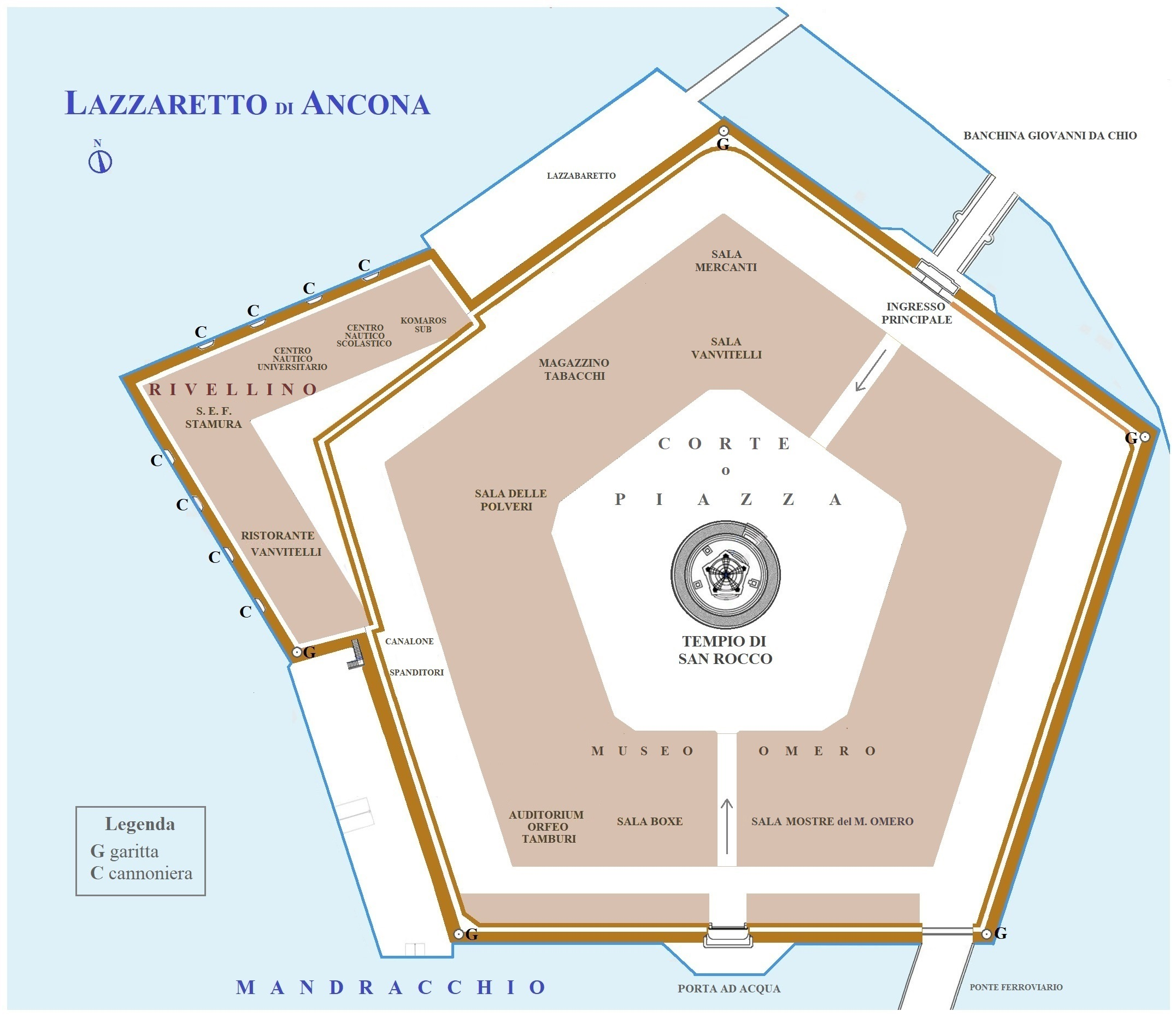
Pianta schematica del Lazzaretto di Ancona

Nel 1733 Luigi Vanvitelli arrivò ad Ancona; papa Clemente XII lo aveva incaricato di adattare il porto alle esigenze dell'epoca. Vanvitelli realizzò all'interno dello scalo adriatico un'isola artificiale di forma pentagonale, sulla quale fece erigere una colossale struttura costituita da pentagoni concentrici allo scopo di farne il nuovo lazzaretto della città, ma destinata anche a diventare un grande magazzino per le merci e una fortezza. Infatti esso è circondato da un muro di cinta con marciaronda e uno degli angoli del pentagono è rinforzato da un rivellino. All'interno dell'isola c'è un grande cortile con un tempietto al centro dedicato a San Rocco, protettore degli appestati.
Il Lazzaretto di Ancona è un monumento notevole dal punto di vista architettonico, in quanto edificio di transizione tra neoclassicismo e barocco; è interessante anche per i suoi aspetti tecnologici (a partire dalla sua costruzione in un luogo ove era solo mare), prova della formazione illuministica del suo progettista. Ciò che rende questo lazzaretto suggestivo è però la sua posizione insulare e la forma geometrica perfetta, il cui significato va ricercato nella scienza della numerologia.

### Bergamo
Il Lazzaretto di Bergamo fu fatto costruire dalla Repubblica di Venezia nei primi del '500 per il ricovero dei malati di peste.  Si trova ancora integro di fianco allo stadio cittadino.

### Cagliari
Risalente probabilmente al 1400, il lazzaretto di Cagliari nacque per isolare le persone malate gravemente e per evitare il contagio della parte sana della popolazione. Carlo Alberto di Savoia nel 1835 ne ordina la costruzione del secondo piano riservato ai nobili. Dalla vicina Torre del Lazzaretto (nota anche come Torre de su perdusemini) si vigiliava affinché nessun malato tentasse la fuga: la pena prevista era infatti la fucilazione. Nel 1879 ospitò numerosi bambini affetti da scrofolosi. Abbandonato dopo il secondo conflitto mondiale, solamente nel 1997 il comune ne ha intrapreso il restauro per renderlo un innovativo spazio culturale, nell'antico borgo di Sant'Elia.

### Livorno
Il primo lazzaretto di Livorno fu costruito sotto il granduca Francesco I de' Medici nell'area dell'antico faro del porto.
Nel 1590, Ferdinando I avviò la realizzazione di una struttura più grande, il Lazzeretto di San Rocco, che mantenne la propria funzione fino alla metà dell'Ottocento; questo era collegato, mediante un lungo canale, ad altri due lazzaretti, intitolati a San Jacopo e a San Leopoldo, costruiti rispettivamente intorno alla metà del Seicento e nell'ultimo scorcio del XVIII secolo nelle aree a sud della città.
Nell'agosto del 1839, un gruppo di 149 pellegrini algerini di ritorno dalla Mecca, sospettati di essere affetti da una malattia pestilenziale, trascorsero 47 giorni sotto lo sguardo attento di Carlo Toccafondi, tenente del lazzeretto, che raccolse poi le sue osservazioni in un prezioso manoscritto, ritrovato presso la Biblioteca Labronica.
Intorno agli anni sessanta del XIX secolo quello di San Rocco fu riconvertito in cantiere navale, funzione che ha mantenuto sino ai tempi attuali sotto la direzione della società Azimut-Benetti; i lazzaretti più a sud invece furono integrati, sul finire dell'Ottocento, nelle strutture dell'Accademia navale e, dopo i bombardamenti aerei della seconda guerra mondiale, persero gran parte del loro impianto originario.

### Messina
Il primo nucleo per l'edificazione del Lazzaretto di Messina fu istituito dalla Corporazione dei portuali intorno al 1371 su un'isoletta poco distante dal porto. Fu edificato nel 1575.

### Milano
Il lazzaretto di Milano, insieme al Castello Sforzesco, era una delle grandi strutture esterne alla città: costruito su una vasta area fuori da Porta Venezia e circondato da uno splendido porticato, esaurita la sua funzione e menomato nella sua integrità da un viadotto ferroviario innalzato dopo il 1864, venne demolito nella seconda metà del XIX secolo per lasciare spazio a nuovi lotti edificabili che sorsero durante il periodo di grande espansione della città.
Fra alcune delle tracce rimaste della struttura originale sono la chiesa di San Carlo al Lazzaretto, in origine sorta al centro del lazzaretto e oggi situata sull'attuale viale Tunisia, e un breve tratto del porticato in via San Gregorio, sede oggi di una chiesa ortodossa.
Alessandro Manzoni vi ambienta il capitolo XXXV e XXXVI de I promessi sposi, in cui Renzo Tramaglino si ricongiunge con l'amata Lucia Mondella.

### Palermo
- Lazzaretto di contagio presso la chiesa di Santo Spirito.[3]
- Lazzaretto delli Borgognoni di Palazzo della Cuba a Mezzo Monreale, struttura incentivata per l'epidemia di peste del 1575.[3]
- Lazzaretto dell'Ospedale di San Giovanni dei Lebbrosi, utilizzato per l'epidemia di peste del 1575, struttura con funzioni di lebbrosario, successivamente utilizzata per il ricovero dei malati di mente, degli scabbiosi, dei tubercolotici.[3]
- Lazzaretto al Molo all'Acquasanta fondato nel 1628 e completato nel 1631, regnante Filippo II di Spagna, dal viceré di Sicilia Francesco Fernandez de la Cueva, duca di Albuquerque, in seguito all'epidemia di peste del 1624.
- Lazzaretto del complesso dello Spasimo, struttura istituita nel preesistente ospedale durante l'epidemia di colera del 1837.
- Lazzaretto di Borgo Santa Lucia.
- Lazzaretto di Santa Maria di Monserrato.
- Lazzaretto per appestati presso la chiesa di Santa Venera ridotta ad uso profano. Dopo l'epidemia del 1493 seguì un successivo contagio (1529 - 1530) affrontato e gestito dal Viceré di Sicilia Juan de Vega, regnante l'imperatore Carlo V d'Asburgo.[4]
- Lazzaretto di Sant'Onofrio al Papireto presso l'omonima chiesa di Sant'Onofrio Re.

### Parma

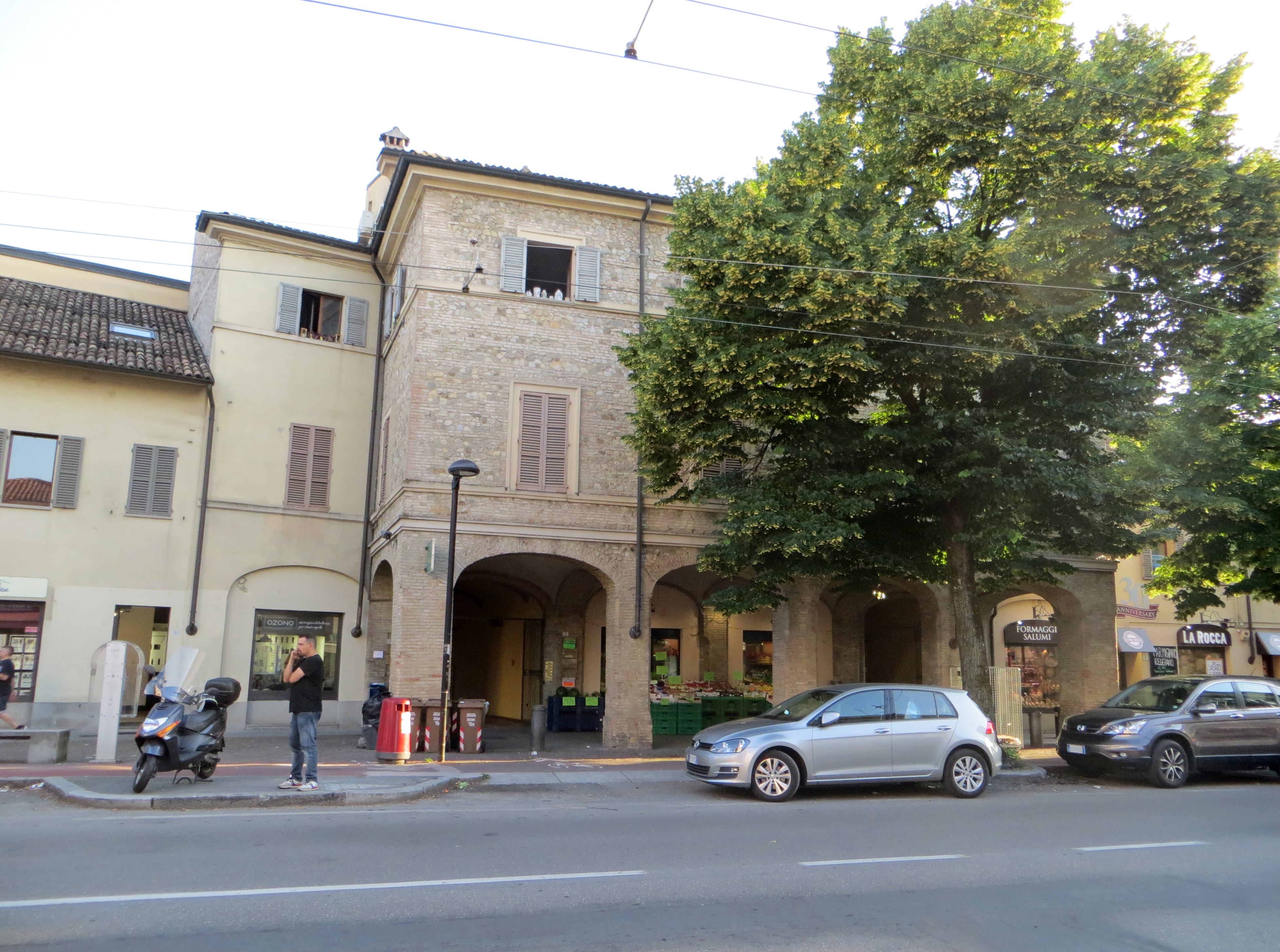
Rocca di San Lazzaro a Parma

Edificio medievale noto come Rocca di San Lazzaro. L'edificio, restaurato, si trova nell'omonimo quartiere di San Lazzaro (già comune autonomo) al confine orientale della città. Non si hanno notizie sulla sua storia e attualmente è sede di abitazioni private ed esercizi commerciali.

### Sassari Porto Torres Asinara
La necessità di dotare il nord Sardegna di un lazzaretto, a causa della ricomparsa del colera, fu avvertita fin dal 1836, quando i consiglieri civici di Sassari chiesero al viceré di Sardegna Giuseppe Maria Montiglio d'Ottiglio e Villanova di costruirlo nell'isola Piana e di destinare provvisoriamente un sito nell'isola dell'Asinara per l'approdo dei bastimenti in osservazione sanitaria. Tale richiesta fu accolta anche dal Ministero per gli affari del Regno di Sardegna, che propose di erigerlo nell'isola dell'Asinara, nello specifico nella spiaggia detta dei Fornelli. I funzionari ministeriali, in base al progetto presentato, quantificarono la spesa per la costruzione del lazzaretto in 100.000 lire nuove, e il progetto fu temporaneamente abbandonato. Il Consiglio Delegato sassarese, comunque non desistette, e nel 1849 richiese al presidente dei Ministri, Massimo d'Azeglio, l'erezione di un lazzaretto nell'Asinara o nell'isola Piana. 
I tempi erano ormai maturi e, nel 1885, con la legge n. 3183 si autorizzò l'iscrizione di un fondo per l'impianto di una Colonia agricola penale e per l'attivazione di un Lazzaretto nell'isola dell'Asinara, che fu, dunque, espropriata per pubblica utilità . Gli abitanti dell'isola furono indennizzati e si trasferirono dando vita al villaggio di Stintino. Prima di questo momento erano presenti a Sassari due soli lazzaretti con annessi locali per la quarantena: San Biagio (presso una piccola chiesa romanica ora demolita) e San Lazzaro (quest'ultimo di antichissima origine sorto presso il monastero altomedievale di San Bonifacio oggi scomparso).

### Trapani
Il Lazzaretto di Trapani venne edificato nel 1838 sull'isolotto di Sant'Antonio (oggi unito alla terraferma) in prossimità del porto di Trapani.

### Venezia
Venezia fu probabilmente la prima città ad allestire un lazzaretto, sull'isola lagunare detta appunto Lazzaretto Vecchio. Lo stesso termine deriverebbe da (Santa Maria di) Nazareth, nome del monastero ivi esistente, con sovrapposizione del nome del patrono degli appestati, san Lazzaro.

Dal 1468 si utilizzò un efficiente sistema per la prevenzione dei contagi, esportato poi in tutto il mondo: su un'altra isola, Lazzaretto Nuovo, fu fondata una struttura con compiti di prevenzione che ospitava i magazzini dove erano raccolte ed esaminate le merci sospettate di essere infettate dal morbo della peste. Con la peste del 1576 una sorte simile toccò anche agli individui che erano a rischio di contagio e, se la visita diagnosticava la malattia, essi venivano trasferiti presso l'ospedale di Lazzaretto Vecchio. Funzioni simili ebbe l'isola di San Lazzaro, in seguito divenuta un noto centro della cultura armena. Un altro sistema per la prevenzione dei contagi fu la fede di sanità anche esso in seguito esportato in diverse località sia italiane che europee.

### Verona
La costruzione del lazzaretto di Verona ebbe inizio nel gennaio 1549 presso San Pancrazio, luogo vicino l'Adige ma a una adeguata distanza da Verona, e utilizzato per isolare i malati contagiosi. Il lazzaretto fu progettato, secondo il Vasari, dall'architetto Michele Sanmicheli, anche se secondo altri storici fu opera di Giangiacomo Sanguinetto, il quale nel giugno 1548 presentò alle autorità cittadine un modello per il Lazzaretto. Il nuovo lazzaretto venne completato solamente nel 1628, ma in tempo per la peste del 1630, che fece a Verona 33.000 vittime su poco più di 53.000 abitanti.

### Roma
Si hanno notizie storiche sull'istituzione nella Roma altomedioevale del X secolo di una serie di luoghi in cui venivano confinati i lebbrosi espulsi dall'Urbe come ad esempio: a nord sulla via Francigena della Chiesa di San Lazzaro da cui i pellegrini ammalati di lebbra venivano inviati verso quello che viene descritto come il più grande "lazzaretto" d'Europa che sorgeva ai piedi del Mons Gaudii (Monte Mario), fuori dalle mura, sull'attuale area del Tribunale di Roma (Cfr. L. Lotti, San Lazzaro sulla via Trionfale e l'annesso Lazzaretto, in Alma Roma); a sud ai margini dell'ager nei pressi dell'antica rocca di Ardea (all'epoca abbandonata) e al limite con le paludi pontine (limite per eccellenza fra la vita e la morte) di un'area il cui nome è ancora oggi Casalazzara, e a est forse nei pressi di Palombara Sabina già in età tardo antica. In quell'epoca infatti erano notoriamente messe in atto misure contro il contagio basate sul paradigma dell'esclusione: i lebbrosi dovevano indossare sonagli e abiti vistosi, venivano allontanati da qualsiasi forma di vita sociale e confinati nei lazzaretti. Si è parlato per questo di espulsione della lebbra e altre malattie ai margini della comunità, fuori dalle porte delle città, dove si moltiplicarono le "città maledette" dei lazzaretti e lebbrosari su tutto il territorio europeo fino a raggiungere, al termine dell'epoca delle crociate, circa le 19.000 unità.
A partire dal XIII secolo, invece, si assiste nella Roma bassomedioevale all'abbandono di tali luoghi dell'esclusione e alla proliferazione di ospizi di ricovero e di carità dei malati vicino ai luoghi di culto e dunque all'interno del territorio urbano. Un movimento che culmina nel XV secolo con la fondazione degli ospedali di S. Spirito in Borgo e S. Salvatore in Monti e di circa una trentina di altri ospedali-ospizi rionali (A. Esposito "Le strutture assistenziali romane nel tardo medioevo tra iniziativa laicale e politica pontificia", in P. Delogu a cura di, "Roma Medioevale", Ediz. all'Insegna del Giglio, Firenze 1998, p. 298). Nello stato pontificio furono istituiti dei lazzaretti come luoghi di quarantena nei principali porti di Civitavecchia e Ancona.
Nell'ottica del passaggio epistemico avvenuto nel XVI secolo che portò all'internamento dei folli si colloca invece l'apertura dell'ospizio di Santa Maria della Pietà nel 1548, sotto il pontificato di Paolo III, adibito a manicomio e dell'ospedale Fatebenefratelli sull'isola Tiberina. Nel 1656, durante l'ultima gravissima pestilenza che colpì Roma, si stabilì di riservare l'ospedale Fatebenefratelli agli ammalati di peste sfruttando il naturale isolamento garantito dall'isola stessa nel centro della città, ma isolata da due bracci di fiume. Nell'ottica della cura degli ammalati e del controllo del territorio urbano per delimitare la diffusione del morbo della peste tipica di quest'epoca, l'intera isola fu sgomberata e adibita a lazzaretto per gli appestati prendendo così il nome di "Lazzaretto Brutto".

### Savona
Fuori dalle Mura, sulla Via per Torino. I malati erano bloccati alla Torre del Dazio - ancora esistente. Non consentito il passaggio sul Ponte dello Sbarro, sul Rio San Lorenzo. Era di pietra, si chiamava dello Sbarro poiché era sbarrato l'ingresso a questo, se prima non si avesse il permesso degli Addetti della Torre. Pagare il Dazio per le Merci, mandati al Lazzaretto se malati. Il Lazzaretto comprendeva la Chiesa e il Convento di San Lazzaro, dei Monaci Lazzaristi.
Comprendente anche l'edificio sul lato opposto della strada, poi diventato Palazzo Ferrero, quando, nel 1453, il Lazzaretto venne trasferito a Valloria, Zona che conserva tuttora Funzione Ospedaliera.
Accanto al Convento di San Lazzaro, era il Convento di Santa Marta - già in rovina ai Tempi di Napoleone. Frutteti e orti dei due Conventi arrivavano fino alla Riva Sinistra del Letimbro.
Si volle trasferire il Lazzaretto poiché varie Famiglie Patrizie Savonesi vollero ivi portare le proprie Residenze Estive. L'ex Chiesa di San Lazzaro attraverserà varie vicende: per un periodo, fu addirittura una piccola Acciaieria, L'ultima sistemazione come Chiesa fu dovuta all'Ingegnere Alessandro Martinengo - con Tele di Raffaello Resio, fino alla demolizione per il previsto rinnovo Urbanistico del Quartiere di Villapiana, che proprio da una Villa Patrizia prende il Nome. I Possedimenti Terrieri erano da tempo stati occupati dal Tratto Ferroviario Savona - Torino.

## Negli Stati Uniti d'America
- Lazzaretto di Filadelfia, il più antico del Paese.
- Lebbrosario di Kalaupapa, rimasto in funzione fino al 1969.

## San Lazzaro
Tutte le città situate lungo la via Emilia hanno un paese (spesso diventato un quartiere cittadino a causa dell'espansione urbana) di nome San Lazzaro, posizionato invariabilmente al confine orientale delle antiche mura cittadine (famoso è San Lazzaro di Savena a Bologna). Per tradizione infatti nel medioevo i lazzaretti venivano sistemati a est delle città, in direzione di Gerusalemme, una delle tre grandi mete di pellegrinaggio dell'epoca (Roma, Santiago di Compostela e Gerusalemme). Amedeo di Savoia ebbe pietà dei Lebbrosi accampati a est di Torino, lungo le sponde del Po, nella zona dei mulini che poi con il passare degli anni si chiamò il Valentino, nel Valentino si trova la statua di Amedeo di Savoia, il Re che creò L'Ordine di San Maurizio e Lazzaro con i suoi Ospedali e le sorelle Infermiere volontarie della Carità.